# Kershaw Peaks
Kershaw Peaks är en bergstopp i Antarktis. Den ligger i Västantarktis. Argentina, Chile och Storbritannien gör anspråk på området. Toppen på Kershaw Peaks är 820 meter över havet.
Terrängen runt Kershaw Peaks är varierad. Havet är nära Kershaw Peaks åt nordväst. Trakten är glest befolkad. Närmaste befolkade plats är Gonzalez Videla Station, 19,6 kilometer nordost om Kershaw Peaks. 